# Jedlik Ányos Társaság (Budapest)

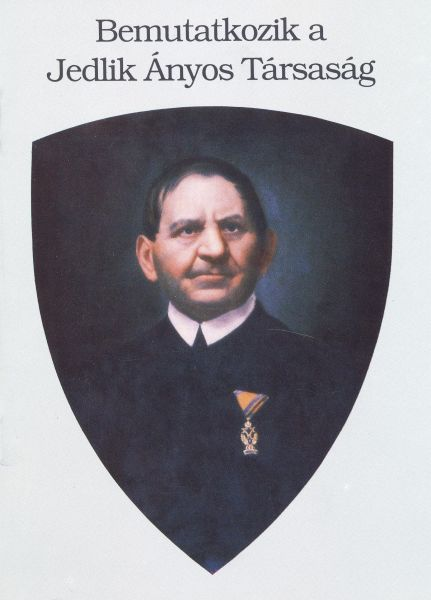
Bemutatkozik a Jedlik Ányos Társaság

A Jedlik Ányos Közhasznú Társaság (Budapest, 1993. április 22.–) 55 fő alapító tag részvételével alakult meg. Az alakuló ülés (közgyűlés) jóváhagyta a Társaság alapszabályát. 1993-ban a nevét Jedlik Ányos Társaság-ra változtatta.

## A Fővárosi Bíróság 1993. július 14-én kelt nyilvántartási adatai
A Fővárosi Bíróság 1993. július 14-én kelt, 5299. számú nyilvántartási adatai:
Az egyesület neve: Jedlik Ányos Közhasznú Társaság, a továbbiakban JÁT
Az egyesület székhelye: Magyar Elektrotechnikai Múzeum
1075. Budapest, Kazinczy u. 21.
Az egyesület működési területe: Magyarország, valamint Jedlik Ányos életének és működésének területe. 
Az egyesület szervezeti egysége: jogi személy, társadalmi szervezet.
A Fővárosi Bíróság 1993. szeptember 9-én 61107 sorszám alatt bejegyezte a Jedlik Ányos Társaságot, s így az jogi személlyé vált.

## A Jedlik Ányos Társaság célja
- Jedlik Ányos István bencés szerzetes, akadémikus, tudományegyetemi professzor, gyakorlati és pedagógiai hagyatékának és eredményeinek gondozása, meg- és elismertetése a hazai, valamint a nemzetközi tudományos- és közéletben.
- Kutatja Jedlik Ányos pannonhalmi, győri, pozsonyi és pest–budai kéziratos és tárgyi hagyatékát, közreműködik feldolgozásában és az iratok közzétételében, ily módon is gazdagítva a Jedlik-biográfiát és bibliográfiát.
- Tudományos, erkölcsi és anyagi támogatást nyújt abban, hogy Jedlik szellemisége - elsősorban az egyházi és állami oktatási intézményekben -, de más közművelődési intézményekben is, az ifjúság körében fennmaradjon, hagyományozódjon. Támogatást nyújt a győri bencés gimnáziumban megnyitott, állandó Jedlik Ányos emlékkiállítás fenntartásához.
- Részt vesz a magyar erősáramú elektrotechnika múltját bemutató tudományos és ismeretterjesztő konferenciák és kiállítások szervezésében, az azokhoz kapcsolódó kiadványok (egyes alkalmakkor videofilmek) elkészítésében oly módon, hogy mindezekhez tudományos, erkölcsi és anyagi támogatást nyújt.
- Tudományos, erkölcsi és anyagi támogatást nyújt a Magyar Elektrotechnikai Múzeum részére, állandó Jedlik-kiállításának gazdagítása érdekében.
- Kezdeményezi, illetve támogatja a Jedlik Ányos emlékéhez kapcsolódó képző- és iparművészeti alkotások elkészítését, illetve támogatja az utcák, terek, intézmények Jedlik Ányosról történő elnevezését, emléktáblák létesítését.

## A Társaság kiadványai
- 1993. Bemutatkozik a Jedlik Ányos Társaság
- 1994. Verebélÿ László: Jedlik Ányos két úttörő találmányáról
- 1995. Jedlik-bibliográfia. Szakirodalmi munkássága és a róla szóló irodalom válogatott bibliográfiája
- 1995. Verebélÿ László: Jedlik Ányos két úttörő találmányáról című munkájának német fordítása
- 1998. Verebélÿ László: Jedlik Ányos két úttörő találmányáról című munkájának angol fordítása
- 2000. Király Árpád főszerk.: Jedlik Ányos emlékezete születésének 200. évfordulóján
- 2002. Király Árpád főszerk.: Jedlik Ányos tisztelete születésének 200. évfordulóján
- 2009, 2010. Mayer Farkas: Epizódok Jedlik Ányos életéből

## Alapító tagok
| - Árvai Emil - Dr. Bakay Árpád - Baumann Pál - Bezerédi Antal - Bobula András - Dr. Bodó Sándor - Dr. Börcsök Dezső - Dr. Büki Gergely - Dervarics Attila - Dienes Géza - Dr. Gazda István - Dr. Gergely György - Dr. Halzl József - Dr. Horváth Tibor - Dr. Jáki Szaniszló - Jáky Kálmán - Dr. Jeszenszky Sándor - Katona Sándor | - Kádár Aba - Dr. Kálmán Attila - Dr. Kelemen Szulpic - Király Árpád - Klatsmányi Árpád - Dr. Korzenszky Richárd - Kója Béla - Dr. Kovács István - Dr. Kövessi Ferenc - Dr. Lantos Tibor - Lechner László - Mayer Farkas - Miklósi László - Molnár József - Morvai Imréné - Dr. Nagy Károly - Németh Lőrinc - v. Pálfy László - Préda Tibor | - Reguly Zoltán - Dr. Simonyi Károly - Schmidt János - Dr. Szabadvári Ferenc - Szabó László - Dr. Szentágothai János - Dr. Szépfalusy Péter - Szluha Dénes - Tatár Dénes - Dr. Tavaszy Ferenc - Dr. Terplán Zénó - Turán György - Dr. Tuschák Róbert - Tüdős Tibor - Dr. Ujházy Géza - Váncza József - Dr. Várszegi Asztrik - Dr. Veszely Károly |

Forrás

## Tiszteletbeli elnökök
- dr. Jáki Szaniszló
- dr. Simonyi Károly
- dr. Szentágothai János
- dr. Halzl József
- dr. Bendzsel Miklós
- dr. Krómer István
- dr. Michelberger Pál
- dr. Várszegi Asztrik

## Tiszteletbeli tag
- Csáky Pál

## Jelenlegi tisztségviselők
- elnök dr. Kocsis István
- ügyvezető elnök  dr. Schmidt János
- alelnökök dr. Gazda István
dr. Szalay Csaba
Dervarics Attila
- főtitkár Nagy László

## Korábbi elnökök
- dr. Halzl József
- dr. Schmidt János

## Korábbi főtitkárok
- Király Árpád
- Tringer Ágoston